# 439 Ohio
439 Ohio (mednarodno ime je 439 Ohio) je asteroid tipa X (po Tholenu) v glavnem asteroidnem pasu.

## Odkritje
Asteroid je odkril ameriški astronom Edwin Foster Coddington (1870–1950) 13. oktobra 1898 na Mount Hamiltonu v Kaliforniji. Imenuje se po državi in reki Ohio v ZDA

## Značilnosti
Asteroid Ohio obkroži Sonce v 5,54 letih. Njegov tir ima izsrednost 0,062, nagnjen pa je za 19,153° proti ekliptiki. Njegov premer je 76,57 km, okrog svoje osi se zavrti v 19,2 urah.